# 1º Reggimento alpini

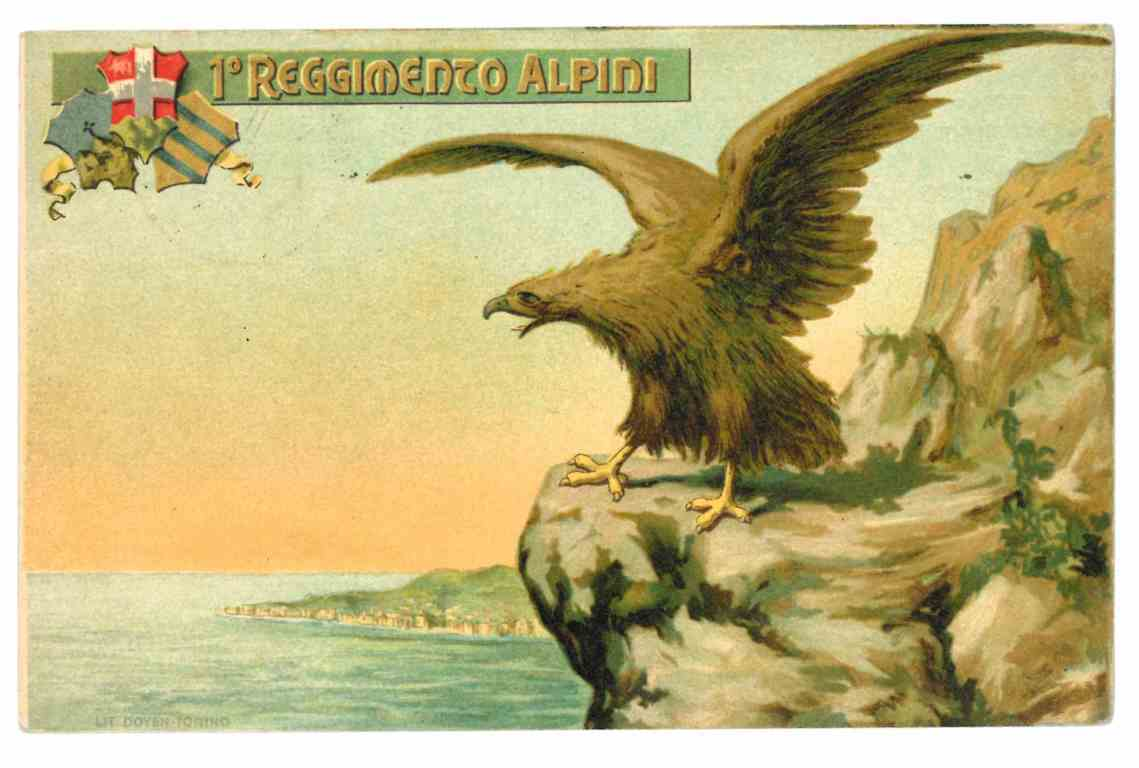
Cartolina periodo Prima Guerra Mondiale del 1°RGT Alpini

Il 1º Reparto Comando e Supporti Tattici Alpini è un reparto dell'Esercito Italiano con sede a Torino (TO) costituito il 1º ottobre 2022. Ha ereditato Bandiera di guerra, decorazioni e tradizioni del 1º Reggimento Alpini, attivo dal 1883 al 1943 e nel 1945-46.

## Storia
Nasce il 5 ottobre 1882 al comando del colonnello Alessandro Tonini, con l'aggregazione di battaglioni "Alto Tanaro", "Val Tanaro" e "Val Camonica". Nel 1885 il reggimento è formato dai battaglioni "Alto Tanaro", "Val Tanaro" e "Val Pesio". Il 15 settembre 1905 viene inviato in Calabria in aiuto alle popolazioni terremotate. Nel 1911 il battaglione "Mondovì" è in Libia, dove dopo diverse battaglie vittoriose viene decorato con medaglia di bronzo al valor militare, rientra in Italia nel 1913.

### Prima guerra mondiale
Nell'inverno 1914-15 si crearono i battaglioni formati dagli alpini, durante la guerra vennero creati i reggimenti lanciabombe e i battaglioni sciatori. Partecipa attivamente alla prima guerra mondiale dove viene schierato sull'alto Isonzo e successivamente sull'altopiano di Tonezza, Monte Cimone ad Arsiero, sull'altopiano di Asiago, sull'Ortigara. Nella prima guerra i mobilitati sono stati 1 220 ufficiali, 40 000 alpini, dei quali 182 ufficiali e 3 500 alpini risultano fra i caduti e i feriti 600 tra gli ufficiali e 20 000 fra gli alpini. I decorati alla fine saranno 350 con medaglia d'argento e 700 con medaglia di bronzo.
Il Battaglione alpini Pieve di Teco partecipò inoltre alla Guerra d'Etiopia nel 1935, alla battaglia dell'Amba Aradam e alla seconda battaglia del Tembien, sotto il comando del magg. Remigio Vigliero.

### Seconda guerra mondiale

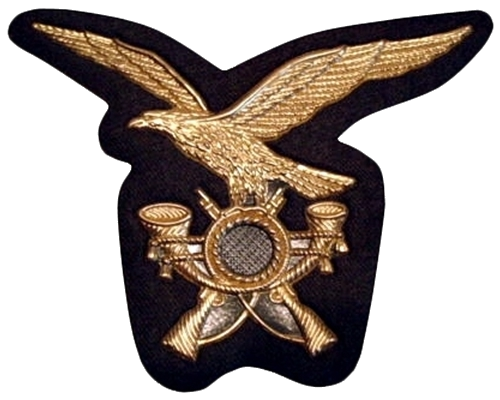
Fregio del Corpo degli Alpini dell'Esercito Italiano

Dopo diversi passaggi dovuti alle riorganizzazioni dell'esercito il 10 giugno 1940 il reggimento è composto da una compagnia comando, dai battaglioni "Ceva", "Pieve di Teco" e "Mondovì". Parte per il fronte russo il 31 luglio 1942 e segue le sorti della divisione Divisione Cuneense presso Nowo Postojalowka. I suoi battaglioni, a partire dal 17 gennaio 1943 giorno di inizio del ripiegamento sulla direttiva Popovka-Oljchovatka-Losno Aleksandrovka-Novo Aleksandrovka, sostengono continui combattimenti in inferiorità numerica. I pochi alpini rimasti si arrendono il 28 gennaio 1943 e inizia per loro una prigionia dalla quale pochi ritorneranno. Muoiono in terra russa 3 475 uomini del 1º Reggimento Alpini.
L'8 settembre il reggimento viene sciolto e il 31 agosto sono sciolti anche i battaglioni "Mongioje" e "Monte Mercantour" rimasti in Sardegna, il 23 novembre 1945 viene ricostituito a Torino ma sarà per un breve periodo infatti il 15 aprile 1946 viene ridenominato in 4º Reggimento Alpini e il 1º Alpini cessa l'attività in modo definitivo.

### Dal secondo dopoguerra ad oggi
Il Battaglione Alpini Mondovì
Con l’epocale riforma dell’Esercito del 1975, viene ricostituito a Cuneo il Battaglione Alpini Mondovì, che eredita la Bandiera di Guerra e le tradizioni del 1º Reggimento Alpini e assume le funzioni di Battaglione Addestramento Reclute, inquadrato nella Brigata Alpina Taurinense.
A seguito del passaggio della Brigata Taurinense a Grande Unità alimentata esclusivamente da Volontari in ferma breve, nel 1997 il Battaglione viene soppresso e la Bandiera di Guerra riconsegnata al Vittoriano.

### Il Reparto Comando e Supporti Tattici “Taurinense”
Nasce a Torino come Reparto Comando e Trasmissioni, il 1º ottobre 1975, dall'unificazione del quartier generale della Brigata Alpina Taurinense e della compagnia trasmissioni "Taurinense", quest'ultima costituita 1º luglio 1952 ed erede delle tradizioni del battaglione misto genio della divisione "Taurinense" sciolta nel 1943.

Nel 1992 la Compagnia Guastatori “Taurinense”, fino a quel momento autonoma, va ad aggiungersi alle già presenti Compagnia Comando e Supporto Logistico e Compagnia Trasmissioni, e l'Unità assume la nuova denominazione di Reparto Comando e Supporti Tattici.
Nel 2002 perde la componente genio, che va a costituire il nucleo del XXX Battaglione Genio Guastatori, che diverrà in seguito il 32º Reggimento Genio Guastatori.

### La fusione
Il 1º ottobre 2022, nell’ambito del provvedimento che vede riconfigurati tutti i Reparti Comando di Grande Unità, la Bandiera di Guerra del 1º Reggimento Alpini viene consegnata al Reparto Comando e Supporti Tattici "Taurinense", il quale assume la denominazione di 1º Reparto Comando e Supporti Tattici Alpini ed eredita le tradizioni della storica Unità a 76 anni dal suo ultimo scioglimento.
Il Reparto inquadra:
- Sezione Maggiorità e Personale
- Sezione Operazioni, Addestramento e Informazioni
- Sezione Logistica
- Compagnia Comando e Supporto Logistico
- 111ª Compagnia Trasmissioni.

## Cronologia Comandanti
1º Reggimento Alpini
1882-1915
Col. Alessandro TONINI
Col. Ferdinando RESTELLINI
Col. Giacomo REBORA
Col. Costantino GAZZERA
Col. Giovanni BUSSONE
Col. Francesco CARLINO
Col. Giovanni SCRIVANTE
Col. Giovanni ZAMPIERI
Col. Attilio BORZINI
Col. Matteo QUAGLIA
Col. Attilio BORZINI
Col. Cesare CAVIGLIA
Col. Francesco TAMAGNI
1919-1943
Col. Arturo PUGNANI
Col. Camillo GROSSI
Col. Pietro GERBINO PROMIS
Col. Guido DELLA BONA
Col. Alberto FERRERO
Col. Umberto RICAGNO
Col. Carlo BAUDINO
Col. Alfredo BALOCCO
Col. Giovanni CORNIANI
Col. Luigi MANFREDI
Col. Gino BERNARDINI.
1945-1946
Col. Vittorio MUSSO.
Reparto Comando e Supporti Tattici “Taurinense”
1980 - 1981 Ten. Col. Vincenzo Lombardozzi
1981 - 1982 Ten. Col. Guaitini
1982 - 1983 Ten. Col. D'Herin
1983 - 1985 Ten. Col. Giacomo Giannuzzi
1985 - 1987 Ten. Col. Liborio Alerci 
1987 - 1989 Ten. Col. Bruno Job
1989 - 1990 Ten. Col. Dario Balbo 
1990 - 1991 Ten. Col. Lelli
1991 - 1993 Ten. Col. Domenico Agostini
1993 - 1995 Ten. Col. Giorgio Martini
1995 - 1998 Ten. Col. Giuseppe Lamberto
1998 - 2000 Ten. Col. Pier Luigi Gallino 
2000 - 2002 Ten. Col. Roberto Donato 
2002 - 2006 Ten. Col. Carlo Ceragno
2006 - 2008 Ten Col. Domenico Brero
2008 - 2010 Ten. Col. Luigi Grimaldi
2010 - 2012 Ten. Col. Sandro Laurenti
2012 - 2014 Ten. Col. Pasquale Cersosimo
2014 - 2015 Ten. Col. Massimo Tripodi
2015 - 2017 Teb. Col. Stefano Peroncini
2017 - 2018 Ten. Col. Matteo Lombardozzi
2018 - 2019 Ten. Col. Giacomo Valentia
2019 - 2020 Ten, Col. Alessandro Zulian
2020 - 2022 Ten. Col. Paolo Rinaldi
1º Reparto Comando e Supporti Tattici Alpini
2022 - 2023 Ten. Col. Martino Sala
2023 - oggi Ten. Col. Francesco Lotti

## Onorificenze

### Decorati
- Alessandro Annoni (militare), maggiore[3]
- Giuseppe Avenanti, tenente colonnello
- Paolo Carlo Baima, capitano
- Eugenio Cappa, capitano
- Francesco Cazzulini, alpino[4]
- Mario Cesari, tenente
- Antonio Cicerello, sottotenente
- Italo D'Eramo, tenente
- Francesco Ferrero (alpino), caporal maggiore
- Andrea Gerbolini, tenente
- Daniele Grossi, capitano
- Luigi Manfredi, colonnello
- Giuseppe Mendozza, sottotenente medico
- Giuseppe Messina (militare), sottotenente
- Annibale Pagliarin, sergente
- Guido Poli, tenente
- Lino Ponzinibio, capitano
- Ovidio Rapalli, tenente medico
- Paolo Reale, alpino
- Pietro Rinaudo, alpino
- Mario Salvarezza, caporale
- Francesco Solimano, sergente maggiore
- Italo Stagno, tenente
- Remigio Vigliero, generale
- Giuseppe Chialvo, Caporal Maggiore

## Stemma
Scudo inquartato: nel primo d'azzurro, al monte al naturale (M. Ortigara), sormontato da tre stelle d'argento; il secondo controinquartato: d'azzurro, al palmizio al naturale, fruttato di due d'oro, su campagna di verde (Libia); di rosso al leone d'oro di Etiopia, coronato, passante, tenente nella branca destra una croce copta dello stesso; il terzo partito di rosso e di nero, caricato dall'elmo d'oro di Scanderbeg; il quarto di rosso, alla croce d'argento; sulla punta un monte di verde di tre cime (M. Mondovì). Il tutto abbassato al capo d'oro, con il quartier franco d'azzurro, caricato del tridente bizantino d'oro di Ucraina.
Ornamenti esteriori: sullo scudo corona turrita d'oro, accompagnata sotto da sette nastri, annodati nella corona scendenti e svolazzanti in sbarra e in banda ai lati dello scudo, di cui uno d'azzurro filettato d'oro, cinque d'azzurro filettati d'argento ed uno d'azzurro. Nastro dai colori dell'Ordine Militare d'Italia accollato alla punta dello scudo, su lista bifida d'oro, svolazzante, con la concavità rivolta verso l'alto, il motto "NEC DESCENDERE NEC MORARI".

## Insegne
- Le mostrine del Reggimento sono le fiamme a due punte di colore verde; alla base della mostrina si trova la stella argentata a 5 punte bordata di nero, simbolo delle forze armate italiane.

## Persone legate al reggimento
- Aldo Beltricco
- Riccardo Boschiero
- Giuseppe Garrone